# Macropus eugenii
O Macropus eugenii é uma espécie de canguru popularmente conhecido como walabi na Austrália, onde pode ser encontrado no sudeste e sudoeste.